# 高松由香
高松 由香（たかまつ ゆか、9月9日 - ）は、日本の女性声優。埼玉県出身。元青二プロダクション所属。
主な出演は『FNS地球特捜隊ダイバスター』（2005年～、第33話まで）のジュンペイ役。  

## 人物
- 日本大学法学部法律学科卒業[1]。
- 2001年、青二塾東京校2部4期生入塾。
- 2003年、青二塾東京校2部4期生卒業後、青二プロダクション[1]所属。
- 2006年、結婚を機に声優業を引退。

## 出演作品

### テレビアニメ
- ソニックX（母親A、母、婦人）

### OVA
- パパとKISS IN THE DARK（母親たち）

### テレビ
- ANNスーパーJチャンネル（番組内吹き替え）
- FNS地球特捜隊ダイバスター（ジュンペイ）
- FNNスーパーニュース（番組内吹き替え）
- 最終警告!たけしの本当は怖い家庭の医学（番組内吹き替え）
- 情報プレゼンター とくダネ!（番組内吹き替え）
- スーパーモーニング（番組内吹き替え）
- 土曜フォーラム（番組内吹き替え）
- 発掘!あるある大事典II（番組内吹き替え）
- めざましテレビ（番組内吹き替え）

### VP
- 市町村合併啓発ビデオ（ナレーション） - 総務省